# 小行星15155
小行星15155（15155 Ahn）是一颗绕太阳运转的小行星，为主小行星带小行星。该小行星于2000年3月29日发现。

## 轨道参数
小行星15155的轨道半长轴为2.3574950 UA，离心率为0.064。